# Cavatină
Cavatina este o piesă vocală lirică scurtă, în muzica de operă, deosebită de arie prin caracterul ei mai simplu. Acum, termenul se aplică frecvent oricărei arii simple, melodioase, diferențiată de ariile briliante sau recitative, dintre care multe fac parte dintr-o mișcare sau scenă mai amplă în oratoriu sau operă. 
O cavatină celebră este cea a lui Berindei din Fata de zăpadă (Снегурочка / Snegurocika, 1881) de Rimski-Korsakov. Uneori poate avea o formă mai complicată ca de exemplu cavatina lui Figaro din Bărbierul din Sevilla de Rossini sau a lui Almaviva Ecco ridente in cielo din aceeași operă. Porgi amor și Se vuol ballare din opera Nunta lui Figaro de Mozart sunt de asemenea cavatine foarte cunoscute.

## Etimologia cuvântului
Cuvântul cavatină este diminutivul din italiană cavata însemnând forța, limpezime a unui sunet prin producerea de ton dintr-un instrument muzical.

## Cele mai renumite cavatine
- Largo al factotum – cavatina lui Figaro din Bărbierul din Sevilla de Rossini)
- Ecco ridente in cielo – cavatina lui Almaviva din Bărbierul din Sevilla
- Casta Diva – cavatina Normei, din Norma de Bellini
- Se vuol ballare – din opera Nunta lui Figaro de Mozart